# Vesturbyggð
Vesturbyggð est une municipalité située sur la côte ouest de l'Islande.

## Démographie
Évolution de la population : 
- 2011 : 890
- 2021 : 959
- 2022 : 1 131